# 2016 FF59
2016 FF59, também escrito como 2016 FF59, é um objeto transnetuniano que está localizado no cinturão de Kuiper, uma região do Sistema Solar. Ele possui uma magnitude absoluta de 8,1 e tem um diâmetro estimado de 106 km.

## Descoberta
2016 FF59 foi descoberto no dia 28 de março de 2016 pelo DECam.

## Órbita
A órbita de 2016 FF59 tem uma excentricidade de 0,014 e possui um semieixo maior de 41,330 UA. O seu periélio leva o mesmo a uma distância de 40,740 UA em relação ao Sol e seu afélio a 41,920 UA.